# فجوة الأجور بين الجنسين في روسيا
توجد فجوة في الأجور في روسيا (بعد عام 1991، ولكن قبل ذلك أيضًا) ويظهر التحليل الإحصائي أن معظمه لا يمكن تفسيره من خلال انخفاض مؤهلات النساء مقارنة بالرجال. من ناحية أخرى، يبدو أن التفرقة الوظيفية حسب الجنس والتمييز في سوق العمل مسؤول وبجزء كبير عن هذه الفجوة.
تعرّف يوروستات فجوة الأجور بين الجنسين (غير المعدلة) (أو فجوة الأجور) على أنها الفرق بين متوسط الدخل الإجمالي في الساعة لما يتقاضاه من أجر الموظفين الذكور وأجر الموظفات الإناث كنسبة مئوية من متوسط الأجر الإجمالي في الساعة للموظفين الذكور. بعبارة أخرى، هو الفرق بين 1 ونسبة الأجور بين الجنسين (نسبة الأجور بين الجنسين = (متوسط دخل المرأة / متوسط دخل الرجل) × 100%). إنه يخدم إلى حد ما كمؤشر على مستوى عدم المساواة بين الجنسين داخل بلد ما، ولكنه يعمل بشكل أكبر على عدم تكافؤ الفرص التي يواجهها الرجال والنساء في سوق العمل. يعكس المؤشر أيضًا المتطلبات غير المتوافقة للوظيفة والأسرة بالإضافة إلى خطر الفقر على الأسر التي يرعاها والد وحيد، وهما مشكلتان تواجههما النساء في الغالب.
شكلت ثورة أكتوبر (1917) وتفكك الاتحاد السوفيتي في عام 1991 التطورات في فجوة الأجور بين الجنسين. تحلل نقطتا التحول الرئيسيتان في التاريخ الروسي فجوة الأجور بين الجنسين في روسيا الموجودة في الأدبيات الاقتصادية. وبالتالي، يمكن فحص دراسة فجوة الأجور على فترتين: فجوة الأجور في روسيا السوفيتية (1917-1991)، وفجوة الأجور في الفترة الانتقالية وما بعد الانتقال (بعد 1991).

## روسيا السوفيتية
في ظل الشيوعية، شُجعت مشاركة المرأة في سوق العمل. ضغطت أيديولوجية التصنيع والمساواتية السريعة على النساء لمغادرة منازلهن والانضمام إلى صفوف الطبقة العاملة. في عام 1936، نصت المادة 122 من الدستور السوفيتي الجديد على حقوق متساوية للمرأة ومكانتها مع الرجل في جميع مجالات الحياة الاقتصادية، والسياسية، والاجتماعية، والثقافية. تمتعت النساء أيضًا بمزايا مختلفة، بما في ذلك إجازة الأمومة مدفوعة الأجر بالكامل، ورعاية الأطفال المجانية التي تقدمها الشركات أو رياض الأطفال المملوكة للدولة، فضلًا عن الحماية القانونية من العمل البدني المفرط والخطير. خلص بعض الباحثين إلى أنه يرجع جزئيًا إلى هذا النوع من القوانين أن الفروق بين الجنسين في الأرباح لم تتوقف أبدًا عن الوجود في روسيا وفي الاتحاد السوفيتي بأكمله.

### فجوة الأجور بين الجنسين: الإثبات
لم تنشر السلطات السوفيتية بيانات حول الأجور والرواتب مصنفة حسب الجنس. ونتيجة لذلك، فإن منظورًا جزئيًا فقط لفجوة الأجور بين الجنسين يحتمل وجودها بناءً على دراسات صغيرة. ومع ذلك، يمكن أن تكون مفيدة لأنها توفر معيارًا.
كان إيه راشين (1928) أحد الاقتصاديين الذين قدموا بعض البيانات عن فجوة الأجور بين الجنسين في روسيا السوفيتية. ووفقًا له، فإن فجوة الأجور بين الجنسين في صناعة النسيج في لينينغراد (سانت بطرسبرغ اليوم) في عام 1928 كانت 27.4%، بينما كانت في إيفانوفو أوبلاست صغيرة أي ما يقارب 5.5%. ومع ذلك، وفقًا لخراشيف (1964)، تميل هذه الأرقام إلى التقليل من الفجوة في الأجور بين الجنسين. حجته هي أنه في تلك الأيام كانت صناعة النسيج معروفة بدفعها رواتب سخية للنساء ولكن ليس للرجال، وبالتالي على المستوى الإجمالي، فإن فجوة الأجور ستكون أعلى بكثير مما قدمه راشين.
على الرغم من نقص الإحصاءات الرسمية، نجح ماكاولي (1981) في الحصول على بيانات حول الفروق في الأجور من مجموعة متنوعة من النماذج الاستقصائية التي أجريت في مناطق متعددة من البلاد. بالنسبة لعام 1940، تراوحت تقديراته لفجوة الأجور بين الجنسين بين 47% و 53%. بحلول عام 1958 بدا أنه يتحسن وانخفضت فجوة الأجور إلى 39.5%. كما وجد أنه بين عامي 1960 و 1965، كانت فجوة الدخل بين الجنسين (خاصة في لينينغراد) حوالي 30.7%. عثر على تقديرات مشابهة جدًا من قبل إل ميغرانوفا وإم موزينا (1991)، الذين قدروا بالنسبة لتاغانروغ فجوة في الأجور بين الإناث والذكور بنسبة 33% لعام 1968 و 32% للفترة 1977-1978. بالنسبة للفترة 1972-1976، يفترض ماكولي (1981) أن فجوة الأجور يجب أن تكون قد تقلصت بسبب تعديل الأجور الذي حصل في تلك السنوات ما أدى إلى انخفاض فجوة الدخل بين الجنسين إلى 20-25%. ومع ذلك، في السنوات الأخيرة من الاتحاد السوفيتي، زادت فجوة الأجور وفقًا لكيه كاتز (2001) مرة أخرى إلى 36%، بينما وفقًا لحسابات نيويل ورايلي كانت هذه النسبة أعلى – 70.9%.
بمقارنة هذه الإحصائيات مع تلك الموجودة في الدول الغربية والاسكندنافية، يجب على المرء أن يستنتج أنه في حين أن لدى روسيا السوفياتية فروقًا مماثلة في الأجور لتلك الموجودة في الدول الغربية، فإن الدول الإسكندنافية كان أداءها أفضل بالتأكيد من روسيا السوفيتية. الدول الاشتراكية الأخرى في أوروبا الشرقية لديها إحصائيات أقل قليلًا من تلك الموجودة في روسيا السوفيتية.
| السنة | الدولة ومجموعة القوى العاملة | فجوة الأجور بين الجنسين (غير معدلة) |
| 1953  | بريطانيا العظمى              | 46%                                 |
| 1968  | بريطانيا العظمى              | 47%                                 |
| 1975  | بريطانيا العظمى              | 38%                                 |
| 1969  | النرويج: التصنيع             | 26%                                 |
| 1968  | السويد: عمال صناعيون         | 21%                                 |
| 1966  | فرنسا: موظفون                | 37%                                 |
| 1964  | سويسرا: عمال                 | 37%                                 |
| 1959  | تشيكوسلوفاكيا: قطاع اشتراكي  | 33.8%                               |
| 1970  | تشيكوسلوفاكيا: قطاع اشتراكي  | 32.9%                               |
| 1972  | بولندا: القطاع الاشتراكي     | 33.5%                               |
| 1972  | هنغاريا: قطاع الدولة         | 27.5%                               |